# Футбольная ассоциация Ниуэ
Ассоциация футбола Ниуэ — организация, управляющая футболом в Ниуэ; была основана в 1960 году. Штаб-квартира ассоциации располагается в поселке Алофи, административном центре острова Ниуэ (владение Новой Зеландии) в южной части Тихого океана. Ниуэ является ассоциированным членом Конфедерации футбола Океании с 1986 года. В отборочных играх к чемпионату мира и в Кубке наций ОФК участия не принимает.

## Руководство
- Президент ассоциации — Дейв Талаги.
- Вице-президент — Сун Лоу Фредди.
- Генеральный секретарь — Фиса Джейнр Пихиджа.
- Главный бухгалтер — Фиса Джейнр Пихиджа.